# Rothals

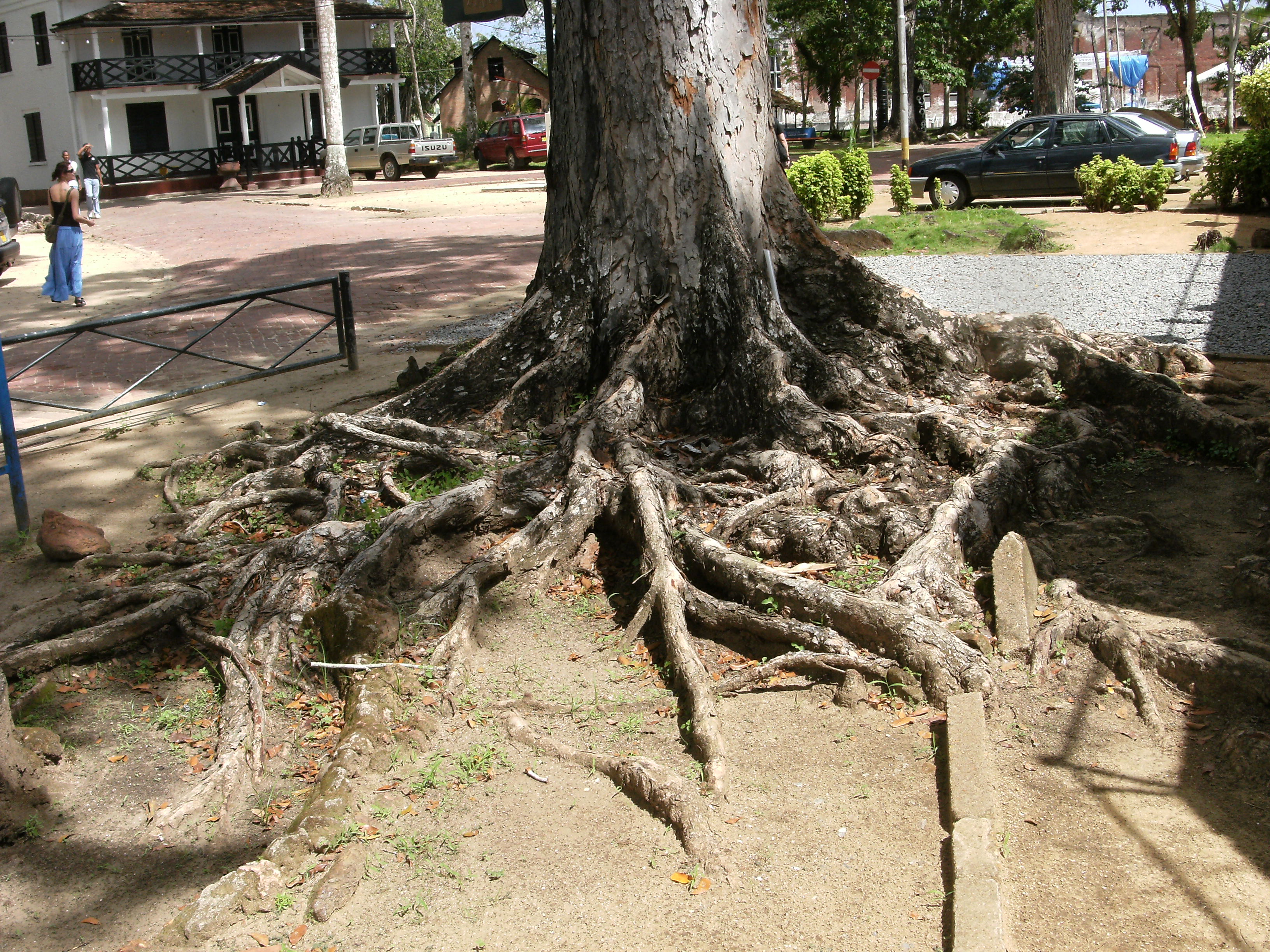
Rothalsen är här det korta stycket mellan den lodräta stammen och rötterna. Det är för övrigt ovanligt att rötterna är så blottade som i bilden; här är trafiken omkring stammen som fått rötterna att framträda.

Rothalsen på en växt är den uppsvällda delen som utgör övergången mellan stammen och rötterna
Hos buskar och träd lagras huvuddelen av vinterförrådet av stärkelse i rothalsen. Detta gör rothalsen tilldragande för gnagare som vattensork och åkersork. Rothalsen är dessutom i en utsatt position, eftersom fuktigheten omkring den varierar hela tiden. Ofta ligger fuktigheten i det kritiska området (dvs. mellan 15 och 60% vatteninnehåll), som gör svampangrepp möjliga.
Dessa förhållanden gör att man bör vara utomordentligt försiktig när man arbetar vid rothalsen. Den allra minsta skråma i barken kan bli en åtkomstväg för rötsvampen Verticillium dahliae, rotröta, svamparna Pythium, Phythophthora med flera.